# UFO 21
UFO 21  (Erick García Montes, nacido el 21 de Noviembre de 2007 en Ciudad de México, México) es un DJ y productor mexicano aun no tan conocido en el ámbito artístico . Es conocido por su música con influencias del melodic techno, House progressive y un toque de acid techno 

## Reseña biográfica
UFO 21 (Erick García) nació el 21 de Noviembre de 2007 en ciudad de México, México a los 12 años comenzó a componer sus primeras canciones, y en 2022 inicio su carrera como artista independiente, si bien no tiene un género concreto de producción musical en sus estilos de música electrónica abunda el Techno Melodic y House 